# Mesocrina licho
Mesocrina licho är en stekelart som beskrevs av Sergey A. Belokobylskij 1998. Mesocrina licho ingår i släktet Mesocrina och familjen bracksteklar. Inga underarter finns listade i Catalogue of Life.